# Martin Purdy
Pour les articles homonymes, voir Purdy.
Pas d'image ? Cliquez ici

a Compétitions nationales et continentales officielles uniquement.

Dernière mise à jour le 18 avril 2020.
Martin Purdy, né le 29 octobre 1981 à Crawley dans le Sussex de l'Ouest, est un joueur de rugby à XV anglais, évoluant au poste de deuxième ligne (2,00 m pour 112 kg).

## Carrière

### En club
- 2003-2007 : London Wasps  Angleterre
- 2007-2008 : Bath Rugby  Angleterre
- 2008 : North Harbour  Nouvelle-Zélande
- 2009: Gran Rugby Parme  Italie
- 2009-2010 : L'Aquila  Italie
- 2010-2013 : London Welsh  Angleterre
- 2013-2015 : RC Massy  France
- Depuis 2015 : Rugby olympique de Grasse  France

En 2006-2007, il dispute la coupe d'Europe avec les Wasps. 
Il a remporté la coupe d'Europe 2003-2004 avec les Wasps. 

## Palmarès
- coupe d'Europe 2003-2004 avec les Wasps.
- Champion d'Angleterre 2004, 2005